# 1412
- Wikisource

| Calendário gregoriano                                                        | 1412 MCDXII                                          |
| Ab urbe condita                                                              | 2165                                                 |
| Calendário arménio                                                           | 861 – 862                                            |
| Calendário bahá'í                                                            | -432 – -431                                          |
| Calendário budista                                                           | 1956                                                 |
| Calendário chinês                                                            | 4108 – 4109 Início a 12 de janeiro (aproximadamente) |
| Calendário copta                                                             | 1128 – 1129                                          |
| Calendário etíope                                                            | 1404 – 1405                                          |
| Calendários hindus - Vikram Samvat - Calendário nacional indiano - Cáli Iuga | 1467 – 1468 1333 – 1334 4512 – 4513                  |
| Calendário Holoceno                                                          | 11412                                                |
| Calendário islâmico                                                          | 815 – 816                                            |
| Calendário judaico                                                           | 5172 – 5173                                          |
| Calendário persa                                                             | 790 – 791                                            |
| Calendário rúnico                                                            | 1662                                                 |
| Calendário solar tailandês                                                   | 1955                                                 |

1412 (MCDXII, na numeração romana) foi um ano bissexto do século XV do Calendário Juliano, da Era de Cristo, e as suas letras dominicais foram C e B (52 semanas), teve início a uma sexta-feira e terminou a um sábado.
| Ano completo                          |
| ------------------------------------- |
| Ano bissexto com início à sexta-feira |

## Eventos
- Leis de Valhadolid - Medidas de repressão aos judeus

## Nascimentos
- 6 de janeiro - Joana d'Arc (m. 1431).

## Mortes
- 28 de Outubro - Margarida I da Dinamarca, Noruega e Suécia (n. 1353).
- Rei Alberto de Mecklemburgo (n. 1338).